# 向陽区 (鶴崗市)
向陽区（こうよう-く）は、中華人民共和国黒竜江省鶴崗市に位置する市轄区。市政府、鉱務局機関が所在する。

## 歴史
中華民国時代は湯原県の一部であった。1929年（民国18年）3月、鶴崗煤鉱公司が社用地を開放、次第に都市が形成され「興山鎮」、後に「老街基」と称されるようになった。
1932年（大同元年）、満洲国が成立すると当初は「鉱山保」が、1938年（康徳5年）に「興山街」が設置され、鶴立県の管轄とされた。
1945年（民国34年）、日本の敗戦と満洲国の崩壊に伴い中華民国の施政権が回復したが、国共内戦の結果中国共産党の実効支配地域となった区域は興山市西山区が設置、1948年（民国37年6月）に西山区が廃止となり鶴崗市に編入された。1960年12月10日、西山区が再設置、1966年8月31日、向陽区と改称された。

## 行政区画
5街道を管轄：
- 街道弁事処：北山街道、紅軍街道、光明街道、勝利街道、南翼街道

## 交通

### 鉄道
- 中国国家鉄路集団
  - 中国鉄路ハルビン局集団公司
    - 鶴崗線  (佳木斯方面) - 鶴崗駅（中国語版） (鶴崗方面)
    - 鶴北線  (蘿北方面) - 鶴崗駅 - (鶴崗方面)

### 道路
- 省道
  -  101省道

## 健康・医療・衛生
- 鶴崗市向陽区人民医院
- 鶴崗市中医院